# اینچ جیوه
اینچ جیوه (انگلیسی: Inch of mercury) که به اختصار inHg نامیده می‌شود، یک یکای اندازه‌گیری فشار است که از آن در ایالات متحده برای اندازه‌گیری فشار اتمسفری در پیش‌بینی وضع هوا، تبرید در هوانوردی استفاده می‌شود. اینچ جیوه یکی از یکاهای مرسوم در ایالات متحده آمریکا است و در دستگاه بین‌المللی یکاها (SI) به‌کار نمی‌رود.
اینچ جیوه نشان‌دهنده فشار واردشده توسط ستونی از جیوه به ارتفاع ۱ اینچ (۲۵٫۴ میلی‌متر) در گرانش استاندارد است. تبدیل آن به یکاهای متریک به دمای جیوه و از این رو چگالی آن وابسته است. فاکتورهای تبدیل معمول عبارتند از:
| شرایط                             | فشار            |
| --------------------------------- | --------------- |
| مرسوم                             | ۳۳۸۶٫۳۸۹ پاسکال |
| ۳۲ درجه فارنهایت (۰ درجه سلسیوس)  | ۳۳۸۶٫۳۸ پاسکال  |
| ۶۰ درجه فارنهایت (۱۶ درجه سلسیوس) | ۳۳۷۶٫۸۵ پاسکال  |

در منابع قدیمی‌تر، یک اینچ جیوه بر پایه ارتفاع یک ستون جیوه در ۶۰ درجه فارنهایت (۱۵٫۶ درجه سلسیوس) تعریف شده است.
۱ اینچ جیوه در ۶۰ درجه فارنهایت (۱۵٫۶ درجه سلسیوس) = ۳٬۳۷۶٫۸۵ پاسکال (۳۳٫۷۶۸۵ هکتاپاسکال)